# Bandera Roja Revolucionaria Honoraria

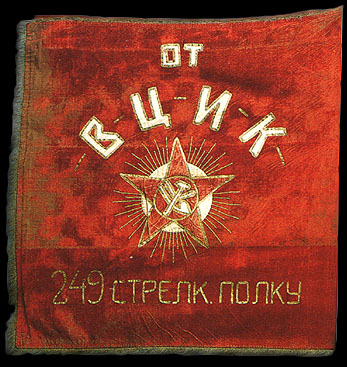
Bandera Roja Revolucionaria Honoraria otorgada al 249.º regimiento de infantería del Ejército Rojo

La Bandera Roja Revolucionaria Honoraria (en ruso: Почётное революционное Красное Знамя) es un premio estatal de la URSS.

## Historia

### En la URSS
Después de la Revolución de Octubre de 1917, en la Rusia soviética y la URSS, la bandera roja también fue en la nueva bandera del país y un premio estatal. Este fue el primer premio para equipos y organizaciones. Los primeros casos de presentación ceremonial de banderas rojas como signo de distinción o condecoración tuvieron lugar ya en 1917.
El 3 de agosto de 1918, el Comisariado del Pueblo para los Asuntos Militares y Navales de la RSFSR emitió una orden reconociendo la Bandera Roja Revolucionaria Honoraria como condecoración estatal.
La primera condecoración de este tipo se entregó el 20 de agosto de 1918. La Bandera Roja Revolucionaria Honoraria fue recibida por el 5.º Regimiento de Fusileros del Ejército Rojo. Esta bandera fue otorgada por la valiente defensa de la ciudad de Kazán
El 4 de octubre de 1918 se entregó el segundo premio de este tipo.
El 18 de marzo de 1920, el VTsIK adoptó el reglamento para la concesión de la Bandera Roja Revolucionaria Honoraria. El reglamento introdujo una aclaración en las condiciones de la condecoración: si era necesario condecorar a una unidad militar del Ejército Rojo que ya tenía la Bandera Roja Revolucionaria Honoraria, a dicha unidad se le otorgaba la Orden de la Bandera Roja de Batalla (que estaba adherida a la bandera). A partir de ese momento, las nuevas premiaciones fueron realizadas por el VTsIK.
El 17 de mayo de 1920, por orden del Sóviet Militar Revolucionario, se aprobó un modelo único de la Bandera Roja Honoraria Revolucionaria.
Al principio, estas banderas se otorgaban por victorias militares, éxitos militares, heroísmo y valentía en las batallas. En total, se entregaron más de 300 banderas por distinciones militares en la guerra civil de 1918-1920. Fueron otorgados a la Flota del Báltico, a 36 divisiones del Ejército Rojo, a otras 263 unidades del Ejército Rojo y a varias instituciones educativas militares.
En 1921 se entregaron seis banderas por logros en el trabajo. El 31 de enero de 1921, por orden número 258 del Sóviet Militar Revolucionario, la Escuela Militar de Ferrocarriles de la ciudad Torzhok y cinco unidades de las tropas ferroviarias del Ejército Rojo fueron premiadas por su heroica labor en la restauración de los ferrocarriles del país.
En 1924, esta bandera fue otorgada al rompehielos "Octubre Rojo" (que navegó a través del océano Ártico desde Vladivostok hasta la isla de Wrangel en condiciones muy difíciles).
En 1929, por las operaciones de combate exitosas en el conflicto en el Ferrocarril Oriental de China, la Bandera Roja Honoraria Revolucionaria fue otorgada a la ODVA, 21.ª División de Fusileros del Ejército Rojo y 63.º Regimiento de Infantería del Ejército Rojo.
El 22 de junio de 1941, las potencias del Eje atacaron la URSS. La Gran Guerra Patria comenzó. El 30 de junio de 1941 se creó el órgano supremo del poder estatal: el Comité de Defensa del Estado. El 13 de mayo de 1942, el Comité de Defensa del Estado emitió una orden sobre las Banderas Rojas para las empresas de la industria militar. Las mejores empresas de la industria militar fueron galardonadas con tales banderas. 
El 21 de mayo de 1942, el Comité de Defensa del Estado emitió una nueva orden que permitía otorgar la Bandera Roja a las tres mejores empresas de cada rama industrial.
El 5 de mayo de 1964, por decreto n.º 2473-VI del Presídium del Sóviet Supremo de la URSS, se abolió el reglamento de la Bandera Roja Honoraria Revolucionaria (después de esto, se hizo imposible presentar nuevas banderas honorarias).
Pero no fueron sólo los grupos y organizaciones soviéticos los que recibieron las banderas rojas de la URSS.
A principios de la década de 1930, en el ferrocarril de Prusia Oriental operaba una fuerte organización del Partido Comunista de Alemania. Los comunistas alemanes y otros trabajadores ferroviarios de Prusia Oriental ayudaron a restaurar el transporte ferroviario de la URSS. Como recompensa, a principios de la década de 1930, los trabajadores ferroviarios soviéticos de la línea Turkestán-Siberia les enviaron una Bandera Roja honoraria especialmente elaborada con terciopelo rojo. En un lado de esta pancarta había una inscripción en ruso ("Турксибовцы - железнодорожникам Восточной Пруссии"), en el otro lado de la pancarta había una inscripción en alemán ("Turksib - den Eisenbahner Ostpreussens"). Sin embargo, el 30 de enero de 1933 el presidente Paul von Hindenburg nombró a Adolf Hitler como Reichskanzler de Alemania, tras el incendio del Reichstag del 27 de febrero de 1933 (del que se culpó a los comunistas) comenzaron las represiones y detenciones contra los comunistas alemanes y sus partidarios y, después de las elecciones al Reichstag del 5 de marzo de 1933, se prohibieron las actividades del KPD. Pero esta pancarta fue escondida y conservada por uno de los trabajadores del ferrocarril en un escondite en el sótano de una casa en Königsberg (después del final de la Segunda Guerra Mundial en 1945 y la finalización del desminado de la zona, cuando comenzó la reparación de los edificios destruidos, fue descubierta, transferida al Museo Regional de Historia Local de Kaliningrado y se convirtió en parte de la colección de este museo).

### En la República Popular Democrática de Corea (desde 1953)
Después del establecimiento del Ejército Popular de Corea, se introdujeron las banderas de condecoración en la RPDC. El 7 de febrero de 1953, se entregaron estas banderas a las mejores unidades del Ejército Popular de Corea.
El 9 de mayo de 1956, la Bandera Roja de la RPDC fue otorgada a la planta de construcción de maquinaria de la ciudad de Penza. Durante la Guerra de Corea de 1950-1953, aviones militares estadounidenses bombardearon Pyongyang muchas veces, lo que provocó la destrucción completa de la fábrica textil ubicada en la ciudad. Después de la guerra, esta fábrica textil fue completamente restaurada con la ayuda de la URSS y se convirtió en la fábrica textil más grande de la RPDC. Las máquinas de hilar para esta fábrica se fabricaron en una planta de construcción de maquinaria de la ciudad de Penza. El gobierno de la RPDC otorgó a la planta soviética una bandera roja especial.

## Lectura adicional
- Боевые подвиги частей Красной Армии (1918—1922 гг.). Сб. документов. М., 1957.
- Б. Томан. Первое Революционное Знамя ВЦИК // «Военно-исторический журнал», n.º 2, 1965. стр.112-115
- Почётное революционное Красное Знамя // Большая Советская Энциклопедия / редколл., гл. ред. Б. А. Введенский. 2-е изд. том 34. М., Государственное научное издательство «Большая Советская энциклопедия», 1955. стр.319
- Почётное революционное Красное Знамя // Военный энциклопедический словарь / редколл., гл. ред. С. Ф. Ахромеев. 2-е изд. М., Воениздат, 1986. стр.581